# Offcell
Offcell es un EP lanzado por la banda de rock indie Pinback.

## Listado de canciones
1. "Microtonic Wave"
2. "Victorius D"
3. "Offcell"
4. "B"
5. "Grey Machine"